# Комарова, Галина Васильевна (актриса)
Галина Васильевна Комарова (12 марта 1942, пос. Пролетарский, Московская область, РСФСР, СССР — 29 апреля 2010, Москва, Россия) — советская и российская актриса театра, кино и озвучивания.

## Биография
Родилась 12 марта 1942 года в рабочем посёлке Пролетарский Серпуховского района Московской области в рабочей семье. Мать являлась работницей текстильной фабрики, отец был киномехаником.
Училась в школе, которую окончила в 1959 году, после чего работа в различных сферах деятельности. Лишь в 1962 году стала студенткой актёрского факультета ВГИКа в мастерской Б. А. Бабочкина. Служила долгие годы такому театру, как «Центр театра и кино под руководством Никиты Михалкова», сотрудничала с киностудией «Мосфильм». В основном играла вторые и эпизодические роли. Главные роли также присутствовали. Например в 1965 году сыграла роль Катюши Масловой в фильме-спектакле «Воскресение», в 2008 году сыграла роль самой Марии Филипповны в короткометражном телевизионном телесериале «Мария Филипповна, дочь, сын». Работ с участием Комаровой в фильмах насчитывается свыше 50-ти. По мимо кинокарьеры трудилась над дубляжём (озвучиванием) разных фильмов и мультфильмов.
В начале 1990-х годов когда начался развал Театра-студии киноактёра, Комарова была уволена из театра, но благодаря суду была обратно возвращена и числилась в труппе, правда так и не играя никаких ролей в нём, пока не ушла на заслуженный отдых. 
29 апреля 2010 года не видя смысла в своём существовании, считая себя никому не нужной, Комарова добровольно рассталась с жизнью, приняв смертельную дозу лекарств в Москве.

## Творчество

### Фильмография
- 1965 — Воскресение — Катюша Маслова (главная роль)
- 1966 — Нет и да — эпизод
- 1967 — Письмо — Маша
- 1968 — Золотой телёнок — Дуська, эпизод
- 1968 — Первая девушка — Варя
- 1968 — Щит и меч (второй фильм) — Штырь
- 1969 — День и вся жизнь — подруга Кати
- 1969 — Сюжет для небольшого рассказа — горничная
- 1970 — Город первой любви — Маша
- 1971 — Если ты мужчина… — Вера
- 1971 — Конец Любавиных — Нюра
- 1972 — А пароходы гудят и уходят… — Вера
- 1972 — Визит вежливости — помощник режиссёра
- 1972 — Летние сны — девушка в милиции
- 1972 — Пётр Рябинкин — Лиза Чишихина
- 1972—1973 — Большая перемена — контролёр
- 1973 — Неисправимый лгун — парикмахер
- 1973 — Озорные частушки — девушка
- 1973–1983 — Вечный зов — почтальон
- 1974 — Осень — девушка на почте
- 1974 — Пётр Мартынович и годы большой жизни — Галя, помощник режиссёра
- 1976 — Безотцовщина — эпизод
- 1977 — Белый Бим Чёрное ухо — Анисья
- 1976 — Додумался, поздравляю! — Лидия Петровна
- 1977 — А у нас была тишина… — женщина на пристани
- 1977 — Про Красную Шапочку — мать Красной шапочки
- 1977 — Пыль под солнцем — работница
- 1977 — Ты иногда вспоминай — Лида
- 1978 — Пока безумствует мечта — Вава Зингер
- 1978 — Право первой подписи — Наташа
- 1978 — Тактика бега на длинную дистанцию — Маша
- 1980 — До свидания, лето… — вахтёрша
- 1980 — Серебряные Озёра — Надя
- 1980 — Тайна Эдвина Друда (1, 2 и 4 серия) — горничная мисс Твинклтон
- 1981 — Если бы Земля не была круглой… — Галя
- 1981 — Перед закрытой дверью — жена Сергея
- 1981 — Фитиль (№ 233) — эпизод
- 1982 — Домой! — почтальон
- 1982 — Оставить след — дежурная по станции
- 1983 — Без особого риска — Ритка
- 1983 — Клетка для канареек — буфетчица
- 1985 — В семнадцать мальчишеских лет — женщина в машине
- 1985 — Город невест — жена пьяницы
- 1985 — Дайте нам мужчин! — преподавательница в институте
- 1985 — Жил отважный капитан — Дуся Слонимская
- 1985 — Законный брак — жена инвалида
- 1987 — Запомните меня такой — почтальон
- 1988 — Воскресенье, половина седьмого — работница почты
- 1988 — Происшествие в Утиноозёрске — пассажирка в автобусе
- 1988 — Скорый поезд — Ирина Сергеевна
- 1988 — Во бору брусника (вторая серия) — Зина, жена Кирилла
- 1990 — Хомо новус — Дина Николаевна
- 1992 — Похождения Чичикова — эпизод
- 1993 — Пистолет с глушителем — Раиса Максимовна
- 1995 — Барышня-крестьянка — приказчица
- 1997 — Вор — мать заключённого
- 2006 — Семейный ужин — секретарша в исполкоме
- 2007—2009 — Огонь любви — тётка на скамейке
- 2008 — Галина (вторая серия) — преподавательница философии в университете
- 2008 — Мария Филипповна, дочь, сын — Мария Филипповна (главная роль)
- 2008 — Я – телохранитель — соседка Никодимова
- 2009 — Дальше века — эпизод

### Озвучивание
- 1967 — Профессиональный риск
- 1969 — Последняя реликвия — Агнес
- 1969 — Свет в наших окнах — Галина
- 1969 — Сезон любви — Йоко Мория
- 1971 — Искатели затонувшего города — Дато
- 1972 — Шесть медведей и клоун Цибулка
- 1977—1980 — Пришло время любить или Безумные годы
- 1984 — А что ты умеешь?

## Оценочные мнения
- По мнению киноведа Алексея Тремасова, Галина Васильевна обладала колким, неуживчивым характером, была прямолинейна, говорила, не стесняясь, в глаза человеку всё, что о нём думала[1]. В частности, Комарова всегда боролась за справедливость, отстаивала свои и чужие права — за это многие её не любили и даже считали сумасшедшей, ответив, что, вероятно, по этим причинам актриса и была очень одинока, а к концу жизни у неё совсем не осталось близких людей[1].